# Powiat Turčianske Teplice
Powiat Turčianske Teplice (słow. okres Turčianske Teplice) – słowacka jednostka podziału administracyjnego w kraju żylińskim. Rozpościera się w południowej części Kotliny Turczańskiej, na obszarze historycznego regionu Turiec. Powiat Turčianske Teplice zamieszkiwany był przez 18 866 obywateli (w roku 2001), zajmował obszar 393 km². Średnia gęstość zaludnienia wynosiła 48,01 osób na km².